# Mandy Islacker
Mandy Islacker (Essen, Alemania Occidental; 8 de agosto de 1988) es una futbolista alemana. Juega como delantera y su equipo actual es el F. C. Colonia de la 2. Bundesliga de Alemania.

## Clubes
| Club              | País     | Año           |
| ----------------- | -------- | ------------- |
| FCR 2001 Duisburg | Alemania | 2004-2006     |
| SGS Essen         | Alemania | 2006-2007     |
| Bayern de Múnich  | Alemania | 2007-2010     |
| FCR 2001 Duisburg | Alemania | 2010-2013     |
| BV Cloppenburg    | Alemania | 2013-2014     |
| 1. FFC Frankfurt  | Alemania | 2014-2017     |
| Bayern de Múnich  | Alemania | 2017-2020     |
| F. C. Colonia     | Alemania | 2020-presente |

## Títulos

### Campeonatos internacionales
| Título                                | Equipo                | Sede           | Año  |
| ------------------------------------- | --------------------- | -------------- | ---- |
| Liga de Campeones Femenina de la UEFA | 1. FFC Frankfurt      | Alemania       | 2015 |
| Juegos Olímpicos                      | Selección de Alemania | Río de Janeiro | 2016 |

### Distinciones individuales
| Distinción                                 | Año     |
| ------------------------------------------ | ------- |
| Máxima goleadora de la Bundesliga Femenina | 2015-16 |
| Máxima goleadora de la Bundesliga Femenina | 2016-17 |